# Elezioni generali nel Regno Unito del 1857
Le elezioni generali nel Regno Unito del 1857 si svolsero dal 27 marzo al 24 aprile e videro i Whig, guidati da Henry John Temple (Lord Palmerston), ottenere la maggioranza dei seggi alla Camera dei comuni, mentre il voto al Partito Conservatore diminuì considerevolmente. Le elezioni furono provocate da un voto di censura sul governo di Palmerston sul suo approccio alla questione Arrow, che portò alla seconda guerra dell'oppio.
All'età di 72 anni Palmerston divenne la persona più anziana a vincere per la prima volta un'elezione generale. Ad oggi, nessuna persona oltre questa età ha mai vinto un'elezione generale per la prima volta.

## Risultati
| Liste | Liste        | Voti    | %      | Variazione % | Seggi | Variazione seggi |
| ----- | ------------ | ------- | ------ | ------------ | ----- | ---------------- |
|       | Whigs        | 464.127 | 64,77% | 7,0%         | 377   | 53               |
|       | Conservatore | 239.712 | 33,45% | 7,9%         | 264   | 66               |

|              |              |  |        |        |
| ------------ | ------------ |  | ------ | ------ |
| Whig         | Whig         |  | 64,77% | 64,77% |
| Conservatori | Conservatori |  | 33,45% | 33,45% |
| Altri        | Altri        |  | 1,69%  | 1,69%  |

|              |              |  |        |        |
| ------------ | ------------ |  | ------ | ------ |
| Whig         | Whig         |  | 57,65% | 57,65% |
| Conservatori | Conservatori |  | 40,37% | 40,37% |
| Altri        | Altri        |  | 1,99%  | 1,99%  |